# 半田口駅
半田口駅（はんだぐちえき）は、愛知県半田市岩滑中町にある名古屋鉄道河和線の駅。駅番号はKC10。普通列車のみ停車するが、1980年代前半までは普通の一部も通過していた。

## 歴史
- 1931年（昭和6年）4月1日 - 知多鉄道の駅として開業。
- 1943年（昭和18年）2月1日 - 知多鉄道が名古屋鉄道に合併。
- 1944年（昭和19年） - 休止[1]。
- 1947年（昭和22年）11月3日 - 復活。無人駅となる[1]。
- 1987年（昭和62年） - ホーム有効長を4両から6両に延長[2]。
- 2007年（平成19年）3月14日 - トランパス導入。
- 2011年（平成23年）2月11日 - ICカード乗車券「manaca」供用開始。
- 2012年（平成24年）2月29日 - トランパス供用終了。

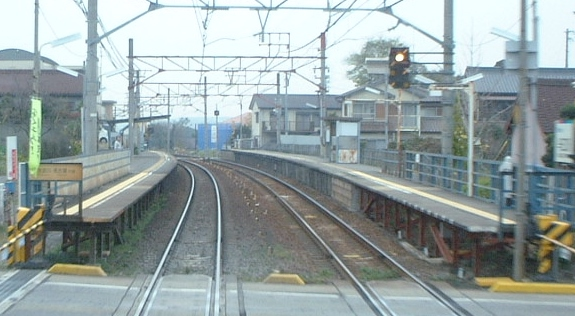
トランパス導入前の半田口駅（2006年）

## 駅構造
6両編成対応の相対式2面2線ホームを有する地上駅。駅集中管理システムが導入されている無人駅である。上下線共に知多半田寄りに駅舎が設置されている。2007年（平成19年）3月1日より駅集中管理システムが稼動。これに伴い、従来あった名古屋寄りの出入口が閉鎖された。
| 番線 | 路線      | 方向 | 行先                         |
| ---- | --------- | ---- | ---------------------------- |
| 1    | KC 河和線 | 下り | 河和・内海方面               |
| 2    | KC 河和線 | 上り | 太田川・金山・名鉄名古屋方面 |

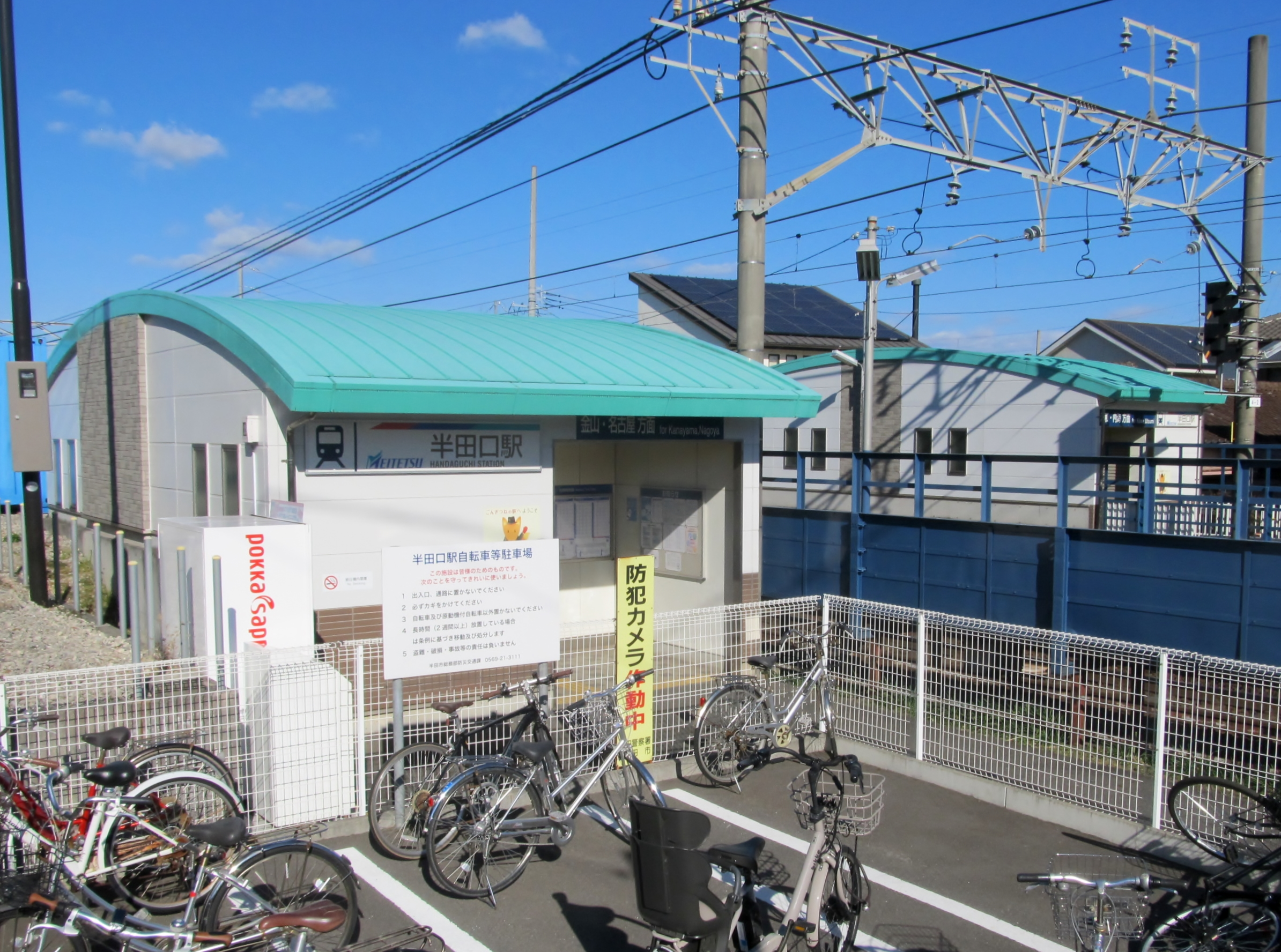
太田川方面駅舎
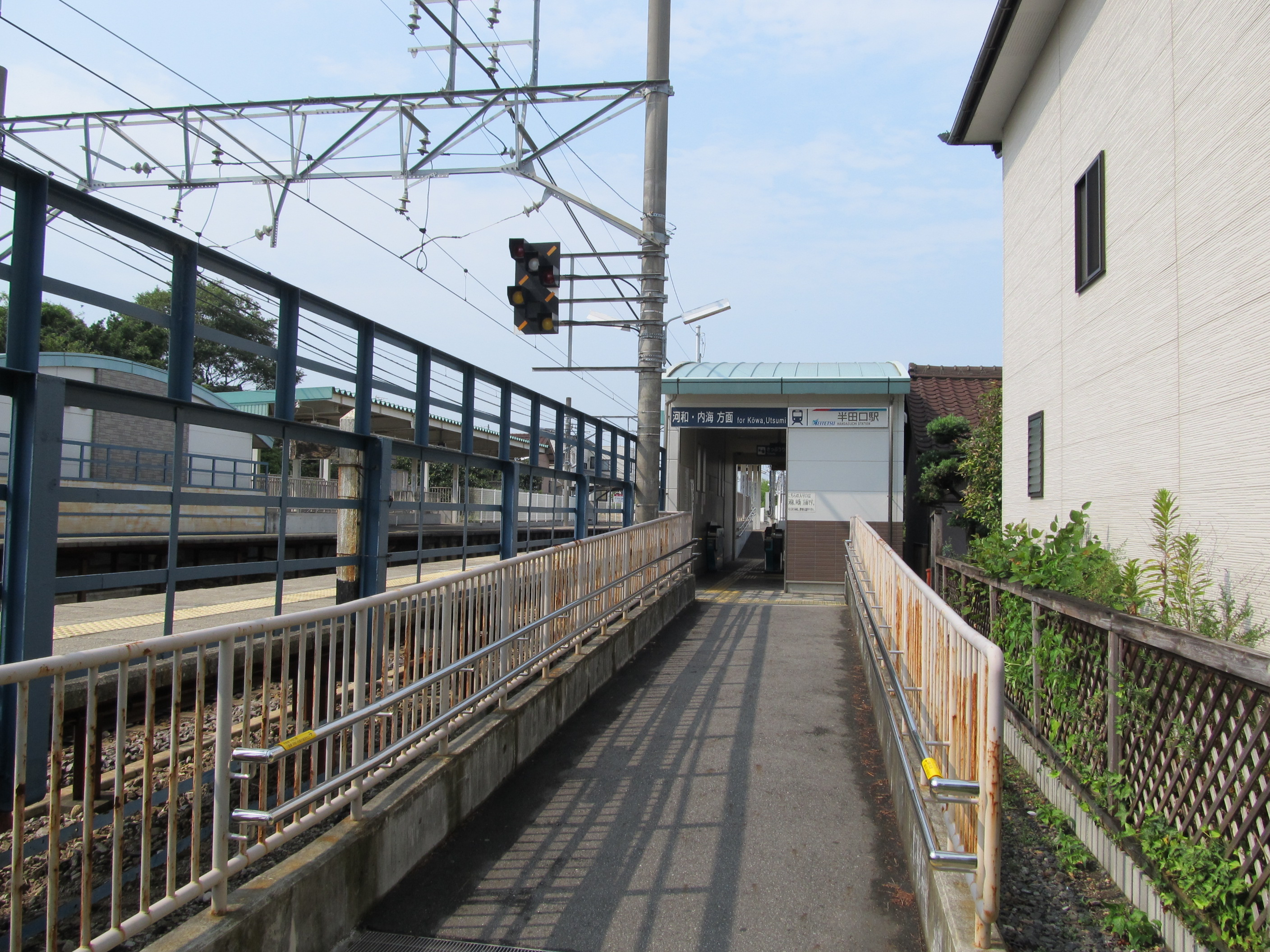
知多半田方面駅舎
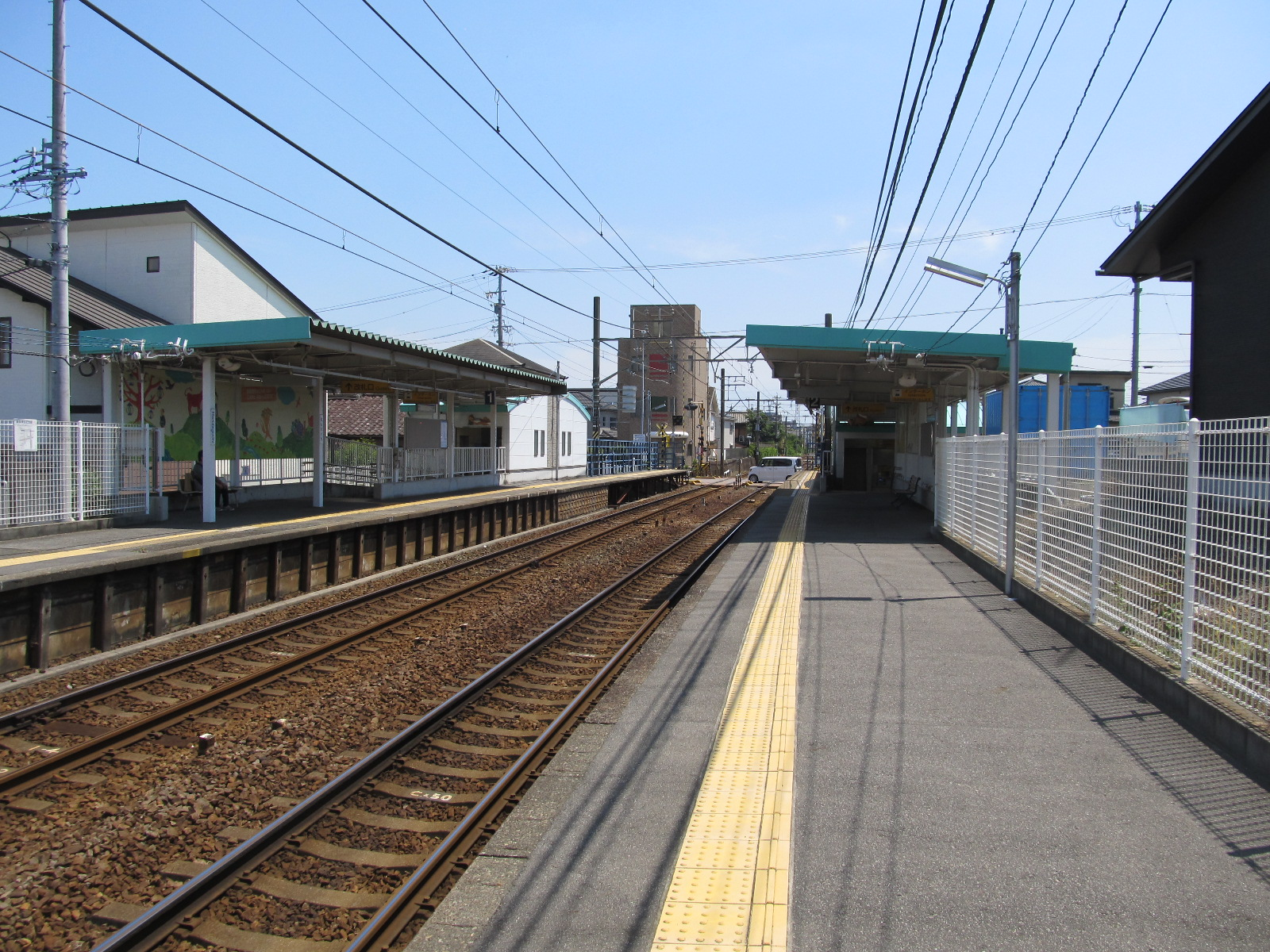
ホーム
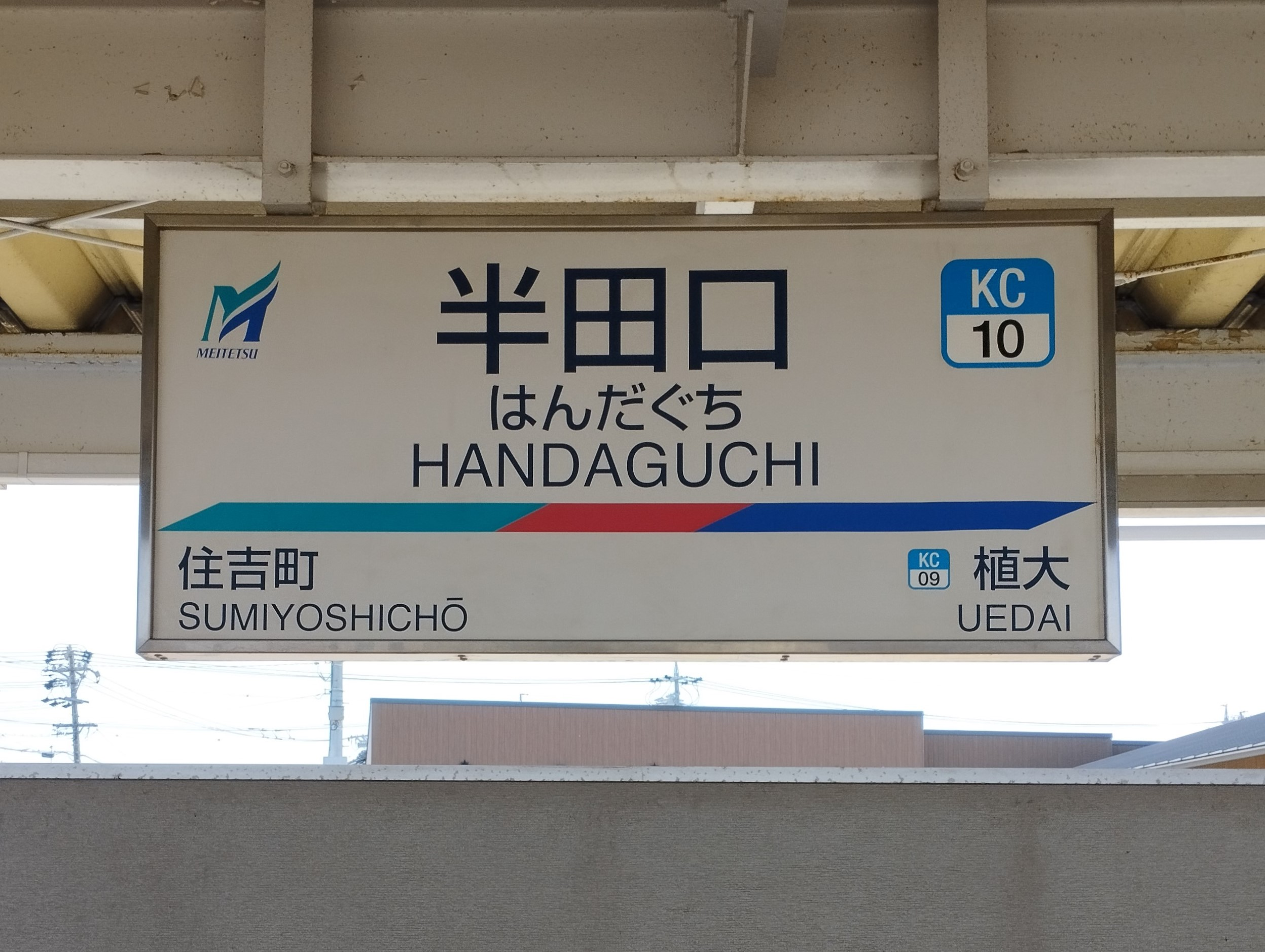
駅名標

### 配線図
| ← 太田川・ 名古屋方面 | 半田口駅 構内配線略図 | → 知多半田・ 河和方面 |
| 凡例 出典:            |                       |                       |

## 利用状況
- 「移動等円滑化取組報告書」によれば、2020年度の1日平均乗降人員は931人である[5]。
- 『名鉄120年：近20年のあゆみ』によると2013年度当時の1日平均乗降人員は932人であり、この値は名鉄全駅（275駅）中232位、河和線・知多新線（24駅）中17位であった[6]。
- 『名古屋鉄道百年史』によると1992年度当時の1日平均乗降人員は341人であり、この値は岐阜市内線均一運賃区間内各駅（岐阜市内線・田神線・美濃町線徹明町駅 - 琴塚駅間）を除く名鉄全駅（342駅）中184位、河和線・知多新線（26駅）中24位であった[7]。
- 『愛知県統計年鑑』によると1日平均の乗車人員は2007年度308人、2008年度331人である。

## 駅周辺
- 半田市立半田中学校
- 半田市立岩滑小学校
- 新美南吉の生家
- 新美南吉記念館
- 半田岩滑郵便局
- 矢勝川堤防沿いの彼岸花

## 隣の駅
名古屋鉄道
KC 河和線
■特急・□快速急行・■急行・■準急
通過
■普通
植大駅（KC09） - 半田口駅（KC10） - 住吉町駅（KC11）